# 시에라리온의 행정 구역

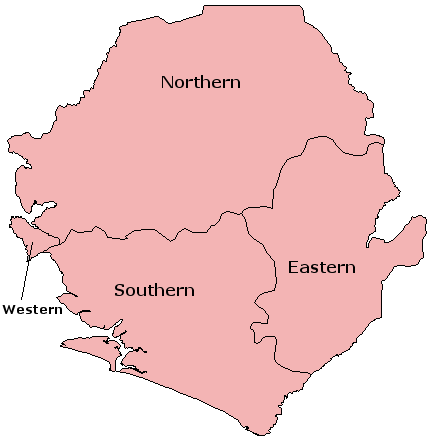
시에라리온의 행정 구역

시에라리온은 3개 주와 1개 구로 구성되어 있으며 이들 주와 지역은 다시 12개 구로 나뉜다.
- 동부주
- 북부주
- 남부주
- 서부구

## 같이 보기
- ISO 3166-2:SL